# 王亚彬
王亚彬，中国舞蹈家、编舞、制作人，一级演员。迄今为止从艺23年，6岁习舞，9岁考入北京舞蹈学院附中，六年后保送本科，目前工作于北京舞蹈学院，2009年取得北京电影学院硕士学位。代表作《扇舞丹青》《墨韵》《舞之武》《草原记忆》《乡村爱情》《推拿》《仲夏夜之梦》，制作“亚彬和她的朋友们“艺术系列精品演出，曾多次代表中国舞蹈艺术赴海外进行艺术交流、表演，亚彬和她的朋友们第五季《生长》将于2014年进行世界首轮巡演。

## 舞蹈演员生涯
王亚彬于六岁开始习舞并接受专业的舞蹈训练，历经20余年已逐渐成长为中国舞蹈界的一支新秀。她擅长古典及民族舞蹈。其代表作品为“扇舞丹青”。 
她在历年的舞蹈生涯中荣获很多中国全国性的舞蹈比赛的奖项，主要有：
- 2004年，参加第十一届中国文化部“文华奖”比赛，荣获舞剧新剧目奖。
- 2003年，参加第七届桃李杯中国全国舞蹈比赛，荣获表演一等奖。
- 2002年，参加第二届中国中央电视台电视舞蹈大赛，荣获表演一等奖。
- 2001年，参加第五届中国全国舞蹈比赛，荣获表演一等奖。
- 2001年，参加第七届中国北京市舞蹈比赛，荣获表演一等奖。

她曾代表中国民族舞蹈艺术赴多个国家进行艺术交流和表演。

## 主要舞蹈作品
- 《扇舞丹青》
- 《大唐贵妃》
- 《烟雨西泠》
- 《民族大团圆》，2009年中国中央电视台春节联欢晚会参演作品
- 《飞向春天》，2008年中国中央电视台春节联欢晚会参演作品
- 《行云流水》，2007年中国中央电视台春节联欢晚会参演作品，荣获该晚会最受观众喜爱节目三等奖
- 《狮舞东方》，2003年中国中央电视台春节联欢晚会领舞作品
- 《中国结》
- 《木兰归》
- 《剑舞·飞雪》
- 《飞天》
- 《春江花月夜》
- 《萋萋长亭》

## 舞剧作品
- 《草原记忆》
- 《天域天堂》
- 《玉鸟》
- 《亚彬和她的朋友们》
- 电影《十面埋伏》、参与编导了其中的“水袖舞”，并担任演员舞蹈设计。

## 代表舞蹈作品
《扇舞丹青》是王亚彬在舞蹈界名声鹊起的成名作品。王亚彬带着这部作品参加全国比赛多次荣获大奖。
扇舞丹青是中国古典舞蹈。这是一个形式大于内容的作品。舞蹈并没有预设前提和背景，也没有情节的演进。其要体现的意境是，以手中之扇为剑,以剑和身体作笔，通过舞蹈动作来体现中国传统水墨画的创作过程，以及其中透露出来的淡雅高洁的意境。以舞蹈长于抒情而拙于叙事的特点，这是作品传达着民族文化中可意会不可言传的表现形式，如同传统国画作品中写意的山水，结庐，虫鸟，花卉等等。
编舞者佟睿睿是国家二级编导。
该作品于2001年在第五届中国全国舞蹈比赛中荣获比赛创作一等奖，表演者王亚彬获表演一等奖。
该作品在第二届CCTV电视舞蹈大赛中获民族舞金奖。
该作品于2002年被拍摄为电视舞蹈作品，结合中国水墨画的背景和高山流水的古曲，更加形象地展现舞蹈编导所要体现的意境。这一舞蹈短片在中央电视台播放，并在“CCTV电视舞蹈作品展播评选”中获最佳电视舞蹈作品、最佳导演、最佳电视摄像、最佳电视美术设计4个奖项。
类似的舞蹈表现方式还更直观的出现在2008年北京奥运会开幕式的表演中，几位舞蹈演员在特制的电子画纸上翩翩起舞，画纸上随即出现舞者以舞姿创作的山水画作。

## 大事记
1984年出生于中国天津，6岁开始学习舞蹈。
毕业于北京舞蹈学院，现为北京舞蹈学院青年舞蹈团主要演员。
1993至1999年就读北京舞蹈学院附中六年制古典舞专业；
1997年第五届“桃李杯”全国舞蹈比赛“优秀表演奖”；
1999至2003年保送升至北京舞蹈学院民族舞剧系本科表教专业；
2003年9月留至北京舞蹈学院担任演员及教师工作；
2001年第五届全国舞蹈比赛“表演一等奖”；第七届北京市舞蹈比赛“表演一等奖”；
2002年第二届CCTV电视舞蹈大赛“表演一等奖”；届CCTV电视舞蹈展播“一等奖”；
2003年第七届“桃李杯”全国舞蹈比赛“表演一等奖”；参加中央电视台春节联欢晚会领衔主演作品《狮舞东方》；与张艺谋导演合作担当电影《十面埋伏》舞蹈设计及舞蹈工作；首次触电《跟着阳光跳舞》；
2004年第十一届文化部“文华奖”评选“新剧目奖”，拍摄电视剧《军中红舞鞋》；
2005年为宇多田光中国单曲拍摄出任舞蹈设计；拍摄电视剧《乡村爱情1》；
2006年应文化部邀请担当第四届全国舞剧歌剧音乐剧优秀剧目展演评委工作；为佳能摄像机拍摄动态、平面广告于东南亚五国播放
《扇舞丹青》
《扇舞丹青》
；为德芙巧克力广告拍摄进行丝绸舞动设计；
2007年参加中央电视台春节联欢晚会领衔主演作品《行云流水》；拍摄电视剧《乡村爱情2》
2008年央视春晚担任领舞《飞向春天》；
2009年7月取得北京电影学院影视表演创作方向硕士学位，同年创建亚彬舞影工作室，制作“亚彬和她的朋友们”第一季《与你共舞》；央视春晚担任领舞《中华大团圆》；《草原记忆》荣获中宣部五个一工程优秀舞剧奖；赴爱丁堡戏剧节进行表演，作品《仲夏夜之梦》；
2010年央视春晚担任领舞《对弈》；央视元宵晚会作品《舞之灵》；北京电视台春节联欢晚会作品《春江花月夜》；人民大会堂，领衔出演大型音画舞蹈诗——《天域天堂》；制作“亚彬和她的朋友们”第二季《寻》；赴美国舞蹈节学习、表演；亚运会开幕式双人表演《启航》；
2011年制作“亚彬她的朋友们”第三季《守望》；担当央视舞蹈大赛评委；
2012年“亚彬和她的朋友们”第四季《亚彬和她的朋友们叁年展》登陆国家大剧院；拍摄电视剧《推拿》；
2013年“亚彬和她的朋友们”第五季《生长》在国家大剧院舞蹈节的舞台上进行令人瞩目的世界首演。
此外，2009年王亚彬还在主持界有了进一步发展。先后和侯耀华，储智博等老师们主持了北京电视台科教频道的一档节目《非常接触》，采访的嘉宾包括在篮球界有着卓越成就的郑海霞和中国围棋界的领军人物聂卫平等。

## 影视演员生涯
从2003年以后开始逐渐参与电视剧的演出。其参与演出的主要作品有：
- 40集电视连续剧《乡村爱情II》 饰演“王小蒙”， 2008年
- 30集电视连续剧《乡村爱情》 饰演“王小蒙”， 2006年
- 34集电视连续剧《马大帅III》 饰演“江帆”, 2005年
- 20集电视连续剧《军中红舞鞋》 饰演“白鸽”, 2004年
- 20集电视连续剧《跟着阳光跳舞》 饰演“景茹”, 2003年

王亚彬最初参演的两部电视剧都是和舞蹈有关的主题。自2003年通过春节联欢晚会结识小品表演艺术家，影视制作人赵本山，王亚彬开始为赵本山的表演团队进行舞蹈培训，并逐渐在赵本山的东北方言剧中出演和舞蹈无关的角色，拓展自己的从艺空间。2005年王亚彬因为气质相近而被选为出演农村题材的电视连续剧《乡村爱情》中的一号女主角，王小蒙，一位朴实内敛，却又果敢坚强的农村姑娘。《乡村爱情》是一部讲述东北农村生活的方言剧。这部电视剧描写了现代农村青年人和中年人的爱情和生活。赵本山在剧中使用了大量的二人转演员。很多演员本身就生长于农村。他们用贴近生活的语言和不做雕琢的本色表演来展现小人物的喜怒哀乐，让许多电视剧观众耳目一新，在轻松和幽默中倍感亲切。
《乡村爱情》播出后获得了较好的收视率。通过《乡村爱情》，王亚彬真正开始为更多的普通观众观众所熟悉和喜爱。许多人随后才发现原来演员王亚彬早已经是一个颇有成就的舞者，只因舞蹈作为高雅而小众的艺术而不为人知。随着王亚彬的出名，她的舞蹈才能也为更多的人所认识和欣赏。她也在很多媒体节目里面通过舞蹈来展示自己作为演员与众不同的一面。她的演艺事业开始逐渐拓展。
2007年赵本山借着第一部的成功，趁热打铁拍摄了《乡村爱情II》，并于2008年春节期间开始播放，同样取得了较好的收视率。王亚彬继续在剧里扮演王小蒙。预计《乡村爱情III》将在2009年开拍。
有批评者 认为《乡村爱情》系列剧中的一些不足之处在于，纯生活化的表演，无修饰感的画面以及不讲戏剧结构的散漫剧情。整个故事比较松散和拖沓，许多的情节完全是小品的变种，对故事的推动和发展，并没有特别重要的意义。而这些不足之处在于赵本山本人作为小品表演者的局限。另外，王小蒙和谢永强的故事是电视剧的主线，但是作为男女主角的贺树峰和王亚彬的出演时间却比较少。
王亚彬2006年考入北京电影学院表演创作方向研究生，预示着其职业生涯由舞蹈逐渐转向影视表演的趋势。王亚彬本人在接受媒体访问的时候曾多次表示,虽然她希望能够在表演方面的有所建树，但是舞蹈仍然是她最喜欢的事业，她永远都不会放弃。一些第三方的评论也表明，她在日常生活和工作中保持了每日练功的习惯，履行者自己作为舞者的追求。

## 其他文学作品
2005年出版文艺类图书《身体笔记》

## 舞蹈专业身体伤害
舞蹈者有着如同体育运动者一样的专业身体伤害。由于舞蹈是表演艺术中强调美感的形式，因此舞者在他们整个的职业生涯中面临着受到身体伤害的高风险，以及饮食紊乱等病症，如厌食症或贪食症等。许多人因此在30岁就不得不告别舞蹈生涯。
2001 年12月9号晚上8点30分，在北京舞蹈学院301教室，王亚彬在练习中做一个很高的大跳，落地时因为身体疲劳不慎导致右脚外踝错位。万幸的是这次意外没有造成严重的伤害，从而影响到王亚彬的舞蹈生涯。三个月后，王亚彬为他的代表作品“扇舞丹青”录制电视音乐舞蹈片。但是，王亚彬本人认为这一伤害还是对她的专业水准有一定的影响，让她在所录制的电视节目的表现不尽如任意。不过，这些细微的差别只有专业水准的提示才可能注意到。
然而她的另一位同行的事故，就严重很多。同为优秀的青年舞蹈演员的刘岩，在2008年7月北京奥运会开幕式的彩排中，因为配合不当，发生意外不慎从3米高台上摔了下来，造成脊柱损伤，可能因此而告别舞蹈事业。
舞者顷其一生精心维护和塑造的身体，可能应为一次身体伤害的事故而毁于一旦。舞蹈的专业身体伤害是舞蹈者不可以忽视的重要问题。

## 资料来源
1. ↑   蓝恩发，沈阳日报
2. ↑   辽宁电视台，今晚博客，谈话节目，2008年2月3号，王亚彬自述
3. ↑   辽宁电视台，今晚博客，谈话节目，2008年2月3号 / 辽宁电视台，2008年2月，特别节目，乡村爱情II剧组探班 / 鲁豫有约，赵本山和他的徒弟们, 2008年8月
4. ↑  辽宁电视台，今晚博客，谈话节目，2008年2月3号，王亚彬自述